# Gotthard Hilzinger

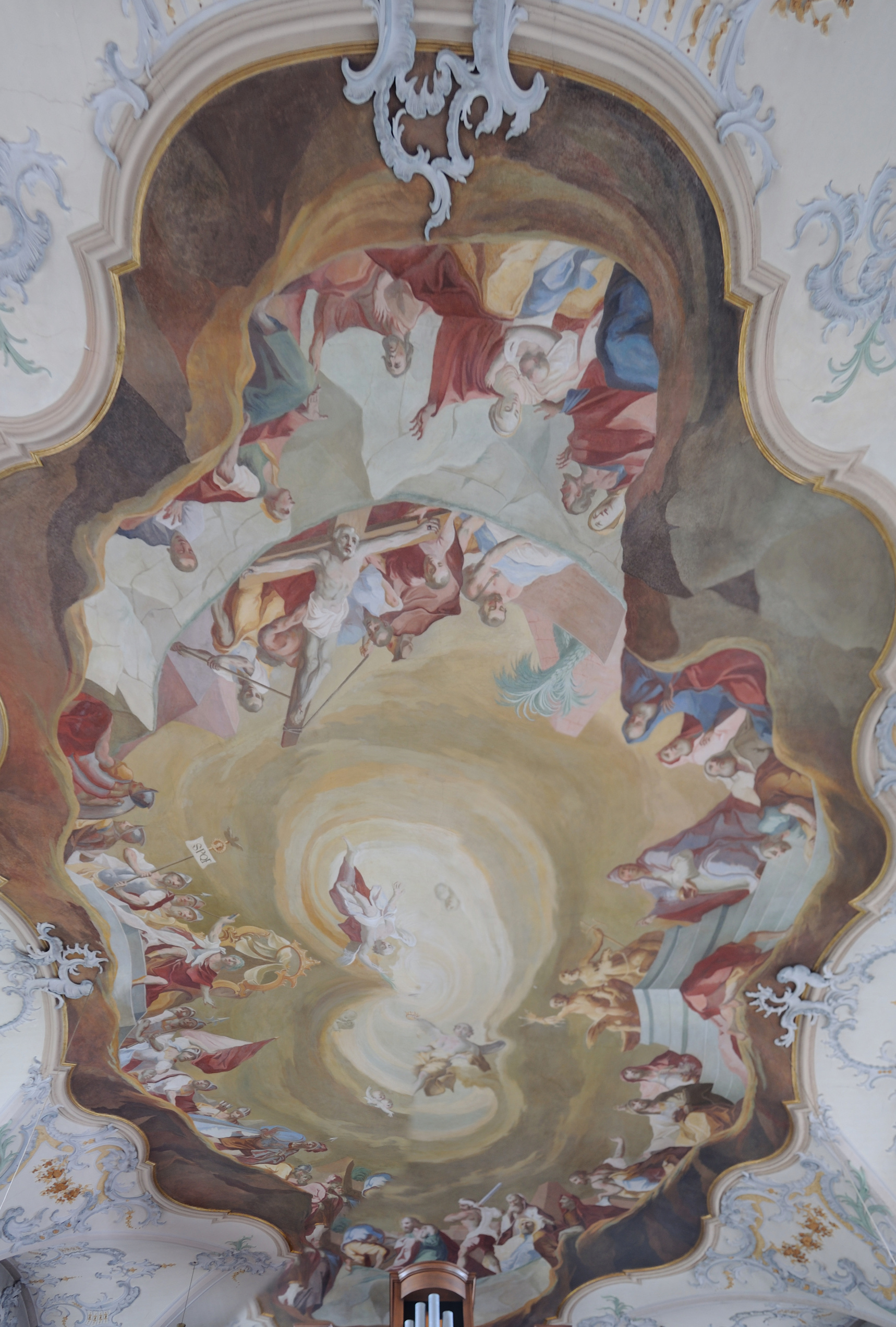
Deckenfresko Gotthard Hilzingers in Minseln

Gotthard Hilzinger (* 12. Mai 1718 (Taufdatum) in Geißlingen; † 12. September 1781 in Waldshut) war ein südwestdeutscher Kirchenmaler des Rokoko.

## Leben
Gotthard Hilzinger stammte aus Geißlingen, heute ein Ortsteil der Gemeinde Klettgau. Über seine Ausbildung und seinen Werdegang sind nur wenige indirekte Angaben bekannt. 1749 wurde er in Waldshut einem Prozess als Zeuge in einer Baurechtsangelegenheit beim Bau des Pfarrhauses vernommen. Im Einbürgerungsprotokoll der Stadt Waldshut vom 11. Juni 1762 ist vermerkt:"...gotthardt hilzinger von gißlingen gebürthig profesion ein mahler welcher dahier gelehret und resp. auferzogen worden, auch schon etliche Jahr auff der Frembde gewesen...". Nach Konrad Sutter wuchs der Sohn eines Landwirtes aus Geißlingen ab 1730 in Waldshut auf und absolvierte auch hier seine Ausbildung zum Kunstmaler. Auch wenn sich keine Belege finden, wird Hilzinger aufgrund stilistischer Ähnlichkeiten als Schüler Franz Joseph Spieglers angesehen, der von der Mitte der zwanziger bis Mitte der fünfziger Jahre in der Hochrheinregion und der Nordschweiz mehrere größere Aufträge ausführte. Gotthard Hilzinger ließ sich in den vierziger Jahren dauerhaft in Waldshut nieder, wo er Haus und Grundbesitz erwarb. Im Juni 1762 wurde Hilzinger in die Bürgerschaft aufgenommen. Von 1765 bis 1770 besaß Hilzinger das Haus zum Strauß und von 1770 bis 1778 eine Hälfte des Hauses zum Affen. Hilzinger verwickelte sich Ende der 60er Jahre in Schulden und Prozesse und lebte bis zu seinem Tod 1781 in einer einfachen Unterkunft in der Waldshuter Rheinstraße.

## Familie
Gotthard Hilzinger heiratete am 17. Februar 1763 Maria Anna Hetzel, die Tochter des laufenburger Untervogtes Franz Ignaz Hetzel. Von den sechs Kindern starben vier im Säuglingsalter. Ein verbliebener Sohn und eine Tochter verstarben jung mit 24 beziehungsweise 22 Jahren. Maria Anna Hilzinger überlebte den Mann um 23 Jahre.

## Künstlerische Tätigkeit
Hilzinger wirkte vor allem im südlichen Schwarzwald und der Nordschweiz als Fresken- und Altarbildmaler. Erste Porträtaufträge sind seit 1756 verbürgt. Einige Porträts seiner Freunde und Auftraggeber haben sich erhalten. Hilzinger zeigt gerade im Spätwerk und den Porträts originäre Züge, bleibt aber doch deutlich hinter dem Werk Spieglers zurück. Hilzinger erzielte vergleichsweise bescheidene Honorare. Sein Honorar für die Ausmalung der Kirche von Miseln betrug etwa ein Drittel des Kostenvoranschlages eines Konkurrenten Brechin aus Rheinfelden. Unter der Schuldenlast führte er auch in den letzten Jahren profane Maler- und Dekorationsarbeiten aus.

## Werke

### Gesicherte Arbeiten
- Deckenfresken in der Pfarrkirche  Maria Himmelfahrt von Waldkirch, 1759/1760
- Fresken mit den Martyrien St. Peters und St. Pauls in der Pfarrkirche St. Peter und Paul von Minseln, 1762/1763
- Deckenfresko und zwölf Medaillons in der Pfarrkirche St. Ulrich und St. Verena von Seedorf UR, 1762/1763
- Zwei Altarbilder, die Immakulata und den Hl. Laurentius darstellend, in der Dorfkirche von Waldshut-Aichen, 1765
- Fresken mit den Martyrien von St. Clemens und St. Sebastian in der Pfarrkirche von Dogern, 1767
- Porträt des Kalvarienbergkaplans Josef Straubhaar mit astronomischen Instrumenten, Museum Alte Metzig Waldshut, 1771
- Fresken in der Pfarrkirche St. Marcellus  von Hänner, 1773/1774
- Altarbild mit der Aufnahme Mariens in den Himmel sowie ein Martyrium des Hl. Sebastians, angefertigt für die Stadtpfarrkirche Waldshut, seit 1812 in St. Clemens in Dogern, Entstehungsjahr(e) unbekannt

### Zugeschriebene Arbeiten
- Deckenfresko in der Dorfkapelle von Hohentengen-Bergöschingen (Zuschreibung J. Bertsche 1937), Entstehungsjahr unbekannt
- Fresko mit Putten und Altarvorhang in der Kalvarienbergkapelle  Waldshut (Zuschreibung M. Bauerfeind 1979), Entstehungsjahr unbekannt
- Ein Altarbild aus dem Leben des Hl. Nikolaus sowie ein Kl. Borromaeus in der Kapelle St. Nikolaus in Krenkingen, Entstehungsjahr unbekannt
- Porträt des Dreikönigsaltar-Kaplans Anton Landherr, Museum Alte Metzig Waldshut, 1771
- Porträt eines Chorherren mit Oboe, Cembalo und Noten, Stadtmuseum Rheinfelden AG, Provenienz Pfarrhaus in Möhlin, 1772